# 젠 릴리
젠 릴리(Jen Lilley, 1984년 8월 4일 ~ )는 미국의 배우, 가수이다.